# Chiesa di Santa Lucia della Tinta

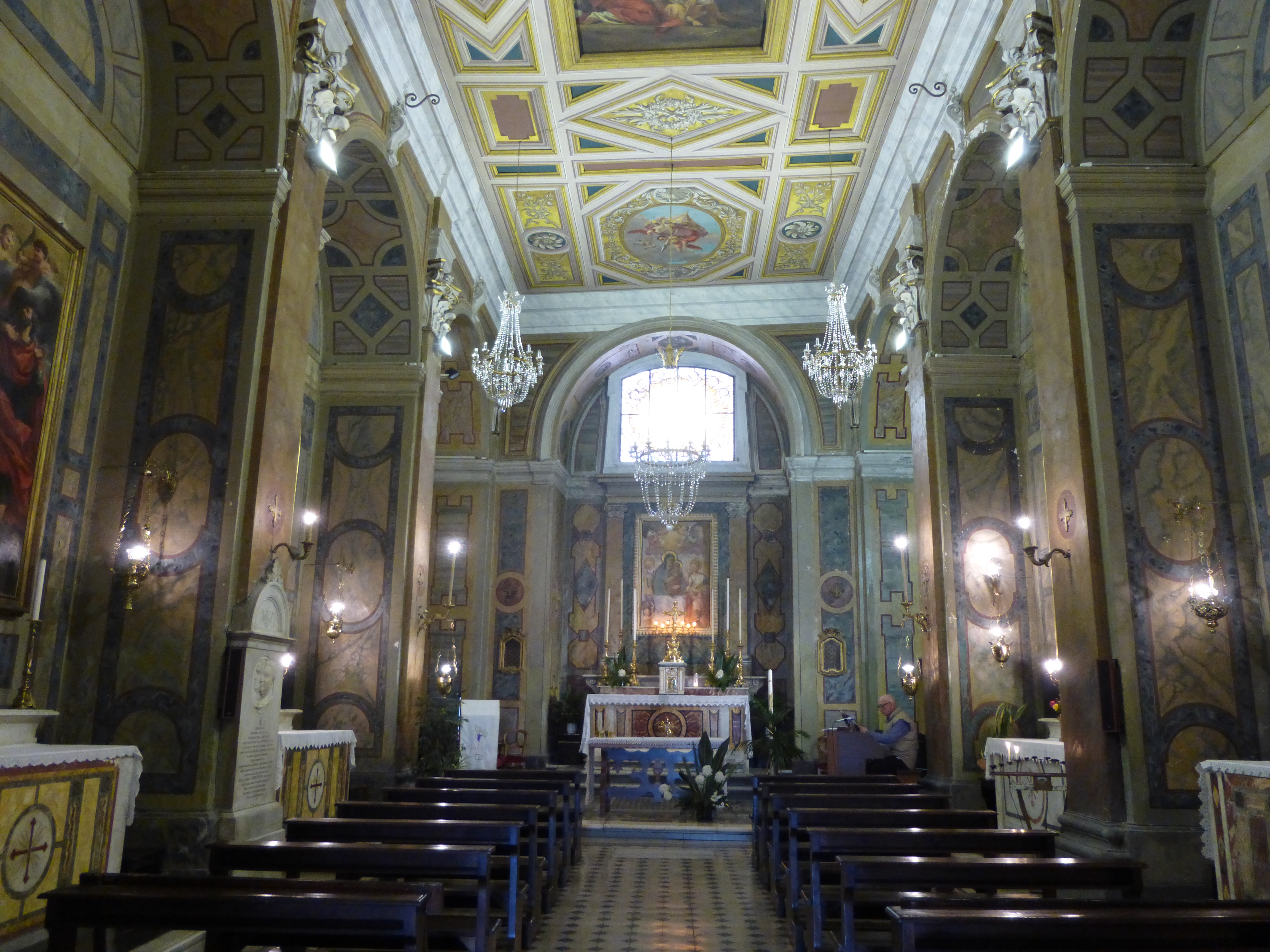
S. Lucia della Tinta, interno

La chiesa di Santa Lucia della Tinta è un luogo di culto cattolico di Roma, nel rione Campo Marzio, posta in via di Monte Brianzo 61.

## Storia
È una piccola ed antichissima chiesa posta nell'antica contrada dei Tintori, dai quali prese il nome. Si chiamava anche Santa Lucia delle Quattro Porte (quatuor portarum), perché era vicina al muraglione antico che costeggiava la riva del Tevere dalla porta Flaminia al ponte Elio, sul quale si aprivano quattro posterule o porte minori, tra cui la "posterula santa Lucia" sita di fronte alla chiesa.
La chiesa è dedicata a Santa Lucia, una nobildonna romana, martire sotto Diocleziano, da non confondere con l'omonima santa siracusana. È morta insieme a san Geminiano, suo marito o suo figlio, e i loro corpi erano custoditi nella chiesa, secondo una lettera del parroco Francesco Sordi del 1659. 
La più antica menzione di questa chiesa si trova in un'epigrafe del 1002, oggi scomparsa, ritrovata nella chiesa nel corso del XVII secolo. La chiesa fu poi citata in una bolla di Niccolò IV (visibile su una lapide di marmo nella chiesa) in occasione della ricostruzione del complesso nel 1290. In seguito, nel 1580, fu restaurata dalla compagnia di cocchieri. Nel 1664, il Principe Borghese - che ne aveva il giuspatronato - ricostruisce l'edificio su richiesta del parroco Francesco Sordi e della Collegiata Santa Maria Regina Coeli allora titolare della chiesa. Poi, nel 1728 furono fatte delle modifiche e cambiato l'altare maggiore, come si ricorda nella grande lapide murata all'ingresso. Nel 1911 il pavimento della chiesa fu rifatto ed in questa occasione furono ritrovati resti di un pavimento cosmatesco risalendo a Niccolò IV nel 1290, che si trovano oggi davanti all'altare maggiore.
Dal 1824, la chiesa è affidata all'Arcisodalizio della Curia Romana. Nel 1970, la Fraterna Domus - comunità di Sorelle che hanno una casa d'accoglienza attaccata alla chiesa - gestiscono la chiesa e ne hanno curato alcuni lavori di restauro: la facciata (del 1711 circa), il tetto che aveva grosse infiltrazioni d'acqua, il controsoffitto e la tela centrale di Taddeo Kunz "Santa Lucia assiste alla salita in Cielo di sant'Agata" (1781).